# Illa de l’Aire
Illa de l’Aire (Spanisch: Isla del Aire) ist eine unbewohnte Insel im Mittelmeer südöstlich der Baleareninsel Menorca. Sie liegt südlich des Ortsteiles Punta Prima im Gemeindegebiet von Sant Lluís. Die einzigen Gebäude auf der 34 ha großen Insel sind der Leuchtturm Far de l’Illa de l’Aire, ein Lager und das ehemalige Wohnhaus des Leuchtturmwärters. Eine schmale Straße verbindet diese Gebäude mit dem kleinen nordwestlich liegenden Versorgungshafen der Insel. Der Leuchtturm wurde 1860 in Betrieb genommen und im 20. Jahrhundert mehrmals modernisiert. Er war bis 1978 der höchste Leuchtturm der Balearen und markiert den Seeweg zum Hafen von Maó.
Die zahlreichen Höhlen der Insel, deren Zugänge jedoch unter der Wasserlinie liegen, sind heute ein beliebtes Sporttaucherrevier auf Menorca. Tauchgänge werden unter Leitung der örtlichen Tauchschulen angeboten.
Eines der Merkmale der Insel sind neben den zahlreichen Kolonien von Seevögeln das Vorkommen des Balearensturmtauchers (Puffinus mauretanicus) und der endemischen schwarzen Eidechsen la sargantana negra (Podarcis lilfordi lilfordi) aus der Gattung sargantana gimnèsia, eine der bei Mauereidechsen vorkommenden melanistischen Formen. 1993 wurden die Inseln zum Schutz typischer Landschaften zum Biosphärenreservat erklärt und in die Vereinbarungen der UNESCO aufgenommen. Die Insel befindet sich in Privatbesitz.